# اهرمک

اجزاء اهرمک: ۱. اهرم ۲. پایه ۳. ماشه ۴. دکمه‌های بغلی ۵. کلید شلیک خودکار ۶. مهار ۷. دکمه تغییر دید ۸. چسبنده‌ها

اهرمک یا جوی‌استیک (به انگلیسی: Joystick) یکی از ابزار جانبی رایانه‌های شخصی است.
اهرمک تشکیل شده از دسته‌ای که در یک انتهای خود گِرد نقطه‌ای حرکت می‌کند و اطلاعات زاویهٔ خود را به‌صورت دوبعدی یا سه‌بعدی به رایانه می‌فرستد.
اهرمک‌ها معمولاً برای کنترل حرکت و فرمان در بازی‌های رایانه‌ای به‌کار می‌روند و بر روی بسیاری از آن‌ها دکمه‌هایی نیز برای فرمان‌های گوناگون جاسازی شده‌است.

## فناوری کمکی
جوی‌استیک‌های مخصوصی وجود دارد که جز فناوری‌های کمکی هستند و می‌توانند برای افراد ناتوان جسمی جایگزین ماوس رایانه شود. همچنین برای افراد ناتوان جسمی که در کنترل دست و بازوی خود مشکل دارند استفاده از گوشی‌های هوشمند و لمسی بسیار سخت است. این افراد با کمک یک جوی استیک که با دهان و لب‌ها و بدون کمک دست کنترل می‌شود قادر خواهند بود از گوشی‌های هوشمند استفاده کنند. فرد ناتوان با مکش مختصر هوا به داخل عمل کلیک‌کردن و با بازدم عمل برگشت را انجام دهند. با توجه به نیاز کاربر می‌توان کارکردهای دیگر به دستگاه افزوده شود. برخی از روش‌های ساخت اینگونه دستگاه‌های کمکی به صورت متن‌باز در اختیار افراد قرار می‌گیرد تا با هزینه کم بتوان این وسیله را برای افراد ناتوان که در به‌کارگیری گوشی‌های لمسی ناتوان هستند ساخت.